# Tristan Rémy
Pour les articles homonymes, voir Rémy (homonymie).
Œuvres principales
- Faubourg Saint-Antoine
- Les Clowns

Tristan Rémy est le pseudonyme de l'écrivain français Raymond Desprez, né le 24 janvier 1897 à Blérancourt dans l'Aisne et mort le 23 novembre 1977 à Mériel dans le Val-d'Oise. Spécialiste de l'histoire du cirque, il est rattaché à la littérature prolétarienne.

## Biographie
Fils d'une boulangère et d'un ouvrier agricole d'origine picarde entré aux chemins de fer, Tristan Rémy entre à son tour aux chemins de fer à Paris. Au milieu des années 1920 il fait la connaissance d'Henry Poulaille avec lequel il participe dans l'animation du groupe des écrivains prolétariens. En 1931, il est membre du comité de rédaction de Nouvel Âge, la revue fondé par Poulaille. Mais ses sympathies communistes l'éloignent de ce dernier.
En 1935, il adhère à l'Association des écrivains et artistes révolutionnaires. En 1936, il remporte le prix du Roman populiste pour son roman Faubourg Saint-Antoine. Après la Seconde Guerre mondiale, il se spécialise dans les ouvrages sur le cirque. Il publie jusqu'en 1975 plusieurs articles sur ce sujet dans l'Almanach Ouvrier et Paysan, publié annuellement par L'Humanité. 
Tristan Rémy a écrit pour L'Humanité, les revues La Vache enragée et Monde d'Henri Barbusse, à laquelle il collabore dès 1928.
Il joue son propre rôle de spécialiste des clowns dans Les Clowns (1971) de Federico Fellini.